# 宝仙学園短期大学
宝仙学園短期大学（ほうせんがくえんたんきだいがく、英語: Hosen Gakuen College）は、東京都中野区中央2-33-26に本部を置いていた日本の私立大学である。1951年に設置され、2010年に廃止された。大学の略称は宝短。

## 概観

### 大学全体
- 東京都中野区に所在した日本の私立短期大学で、設置主体は学校法人宝仙学園[注 3]。
- 1935年に設立した仏教保育協会保姆養成所を源流とし、その伝統を継承して仏教思想をベースとした教育を受け継いで、1951年に短期大学として開学。学科体制は最大で本科2学科、専攻科2専攻であった。
- 2008年度の入学生を最後に[注釈 2]、2010年に短期大学としての使命を終える[注釈 3]。

### 建学の精神（校訓・理念・学是）
- 宝仙学園短期大学の教育理念は、「人間として成長することから」・「少人数制教育を母胎に」となっていた。

### 教育および研究
- 宝仙学園短期大学に設置されている保育学科は、1935年に前身の仏教保育協会保姆養成所が設立されて以来、長い歴史と仏教思想をベースに少数グループによる人間的なふれあいを大切にした保育者養成が行われていた。保姆養成所時代を合わせると、保育者養成所としては東京で最古の歴史をもっていた。キャンパス内には附属の幼稚園があり、充実した「教育実習」が行われている。また、児童福祉施設、保育実習は地域の施設・園と連携して行われ、即戦力となる保育の実践力を培っていた。1年次には富山県南砺市（旧・富山県東礪波郡利賀村）において「利賀村移動授業」が行われていた。これは、教員と学生が共同生活を通し豊かな人間性と積極性を身につける体験・実践授業であり、2005年度文部科学省「特色ある大学教育支援プログラム」に選定されていた。生活文化教育・実践教育・表現教育・国際理解教育が重視されていた。

### 学風および特色
- 保育学科では、韓国との国際交流、富山県南砺市において「利賀村移動授業」が行われていた。

## 沿革
- 1929年
  - 中野高等女学校設立。
- 1935年
  - 前身となる仏教保育協会保姆養成所設立。
- 1944年
  - 仏教保育協会保姆養成所を中野保姆養成所に改称。
- 1946年
  - 中野保姆養成所を中野高等保育学校と改称。
- 1951年
  - 3月5日 学校法人が成立する[6]。
  - 3月7日 左記を以て文部省[注 4]より短期大学の設置が認可される[7]。
  - 4月1日 宝仙学園短期大学が以下の学科体制にて開学[8]。
    - 保育科 入学定員30名
- 1954年
  - 5月1日 学生数[9]/定員
    - 保育科 90[注釈 4]/60
- 1964年
  - 4月1日 以下の学科を増設する[10]。
    - 生活芸術科 入学定員60名[注 5]

  - 5月1日 学生数[12]/定員
    - 保育科 105[注釈 4]/90
    - 生活芸術科 19[注釈 4]/60
- 1965年
  - 5月1日 学生数[13]/定員
    - 保育科 140[注釈 4]/120
    - 生活芸術科 49[注釈 4]/120
- 1967年
  - 1月18日 専攻科の設置が認められ、以下の課程を設ける[14]。
    - 保育専攻 入学定員20名
- 1985年
  - 5月1日 学生数[15]/定員
    - 保育科 208[注釈 4]/120
    - 生活芸術科 133[注釈 4]/120
- 1986年
  - 5月1日 学生数[16]/定員
    - 保育科 207[注釈 4]/120
    - 生活芸術科 137[注釈 4]/120
- 1987年
  - 5月1日 学生数[17]/定員
    - 保育科 210[注釈 4]/120
    - 生活芸術科 155[注釈 4]/120
- 1992年
  - 5月1日 学生数[注 6]/定員
    - 保育科 205[注釈 4]/120
    - 生活芸術科 150[注釈 4]/120
- 1993年
  - 4月1日 以下、学科の改称あり[注 7]。
    - 保育科→保育学科
    - 生活芸術科→生活芸術学科

  - 5月1日 学生数[21]/定員
    - 保育学科[注 8] 202[注釈 4]/120
    - 生活芸術学科[注 9] 150[注釈 4]/120
- 1997年
  - 4月1日 生活芸術科を造形芸術学科と改称[22]
  - 5月1日 学生数[23]/定員
    - 保育学科 175[注釈 4]/120
    - 造形芸術学科 54[注釈 4]/60
      - 生活芸術学科 63[注釈 4]/60
- 1998年
  - 4月1日 専攻科に以下の課程を増設する[24]。
    - 造形芸術専攻 入学定員10名[注 10]

  - 5月1日 学生数[26]/定員
    - 保育学科 173[注釈 4]/120
    - 造形芸術学科 128[注釈 4]/120
- 1999年
  - 5月1日 学生数[27]/定員
    - 保育学科 174[注釈 4]/120
    - 造形芸術学科 132[注釈 4]/120
- 2001年
  - 4月1日 男女共学となる[28]。
- 2005年
  - 特色ある大学教育支援プログラムに保育学科の「利賀村移動授業」が選定される[29]。
- 2006年
  - 4月1日 以下の学科については、この年度で学生募集を最終とする[注 11]。
    - 造形芸術学科[注 12]
- 2007年
  - 特色ある大学教育支援プログラムに保育学科の「保育者養成における平和教育-韓国保育研修-」が選定される[34]。
- 2008年
  - 4月1日 この年度で短期大学としての学生募集を最終とする[注釈 2]。
- 2010年
  - 6月18日 左記をもって正式に廃止となる[注釈 3]。

## 基礎データ

### 所在地
- 東京都中野区中央2-33-26[注釈 1]

### 当時の交通アクセス
- 関東バス「中野一丁目」バス停で下車するのが最も便利である。JR中央本線および総武本線中野駅から「新宿西口」行きを利用するのが良い。京王バス「中野坂上経由渋谷」行を利用することもできる。
- JR中央本線・総武本線東中野駅からでも利用できるが、徒歩で約 15分はかかるくらいの道程がある。
- 地下鉄を利用する場合には、東京地下鉄丸ノ内線・都営地下鉄大江戸線中野坂上駅で下車するのが最も便利だが、下車後10分程度は歩かなければならないくらいの距離がある。

### 象徴
- カレッジマークは三角形の中央に「宝仙学園」の「宝」の一文字が記されている[注 13]。

## 教育および研究

### 組織

#### 学科
- 保育学科 入学定員60名[注 14]
  - 1935年に前身の仏教保育協会保姆養成所が設立されて以来、長い歴史と仏教思想をベースに、少数グループによる人間的なふれあいを大切にした保育者養成が行われている。仏教保育協会保姆養成所時代を合わせると、保育者の養成所としては東京で最も古い歴史をもっている。キャンパス内には附属の幼稚園があり、充実した教育実習が行われている。また、児童福祉施設、保育所実習は地域の施設・園と連携して行われ、即戦力となる保育の実践力を培っている。1年次には富山県南砺市において「利賀村移動授業」が行われている。これは、教員と学生が共同生活を通し豊かな人間性と積極性を身につける体験・実践授業であり、2005年度文部科学省「特色ある大学教育支援プログラム」に選定された。また、2007年度には、同じく「特色ある大学教育支援プログラム」に保育者養成における平和教育-韓国保育研修-」が選定された。この保育学科の教育の理念は、こども教育宝仙大学に引き継がれることになっている。
  - 少人数制による実践能力の育成
  - 卒業と同時に幼稚園教員免許・保育士資格の両方を取得
  - 450時間を超える実習体験
  - 幼稚園教諭・保育士・専攻科における児童厚生員の育成
  - 幼稚園・保育園・施設に高い就職率
- 造形芸術学科 入学定員60名[注 15]
  - プロとして通用する知識と技術を2年間で学生に伝授する事を目標に、10のコースに細分化して専門教育を行っていた。少人数制による教育で、ほぼマンツーマンに近い教育を実践。短期大学でありながら4年制大学に匹敵する実技時間数のカリキュラムが組まれていた。2006年に募集を最後とし、2008年に廃止されている。廃止についての説明が不十分であるとの不満を持つ卒業生もいた。造形芸術学科が掲げる５つの特色は以下の通りとなっていた。
  - 個人カリキュラムとマンツーマン教育
  - 「イントロワーク」で自分再発見
  - 造形世界に対応する10の専門コース
  - 充実した環境・設備をベースに実技中心教育
  - インターネットで就職活動・少人数制による実践能力の育成

#### 専攻科
- 保育専攻 入学定員20名[39]
  - 児童厚生指導員一級資格を目指すための課程。修業年限は昼間部1年制となっていた。
- 造形芸術専攻 入学定員10名[39]
  - 大学評価・学位授与機構に認定されていた[25]。

#### 別科
- なし

##### 取得資格について
資格
- 保育士[36]

教職課程
- 保育学科では幼稚園教諭二種免許状が取得できた[36]。
- 造形芸術学科では、中学校教諭二種免許状（美術）が設置されていた[39]。

### 教育
- 特色ある大学教育支援プログラム
  - 2005年度、利賀村移動授業
  - 2007年度、保育者養成における平和教育-韓国保育研修-

### 研究
- 『宝仙学園短期大学紀要』[40]
- 『宝仙学園短期大学研究紀要』[41]

## 学生生活

### クラブ活動・サークル活動
- 児童文化研究部
- 四ツ葉クラブ

### 学園祭
- 宝仙学園短期大学の学園祭は宝仙祭と呼ばれ、毎年概ね10月に宝仙学園幼稚園、宝仙学園小学校、宝仙学園中学校・高等学校と合同で開催された。文字通り学園祭である。

## 大学関係者と組織

### 大学関係者組織
- 宝仙学園短期大学の同窓会は「あかつき会」と呼ばれている。

### 歴代学長
- 富田斅純：真言宗豊山派管長
- 紀野一義
- 塚本啓祥：「宗教学」や「哲学」などの科目を担当している。
- 真鍋俊照

### 著名な出身者
- 小林さくら - ファッションモデル
- 沼田早苗（中退） - 写真家

## 施設

### キャンパス
- 1号館
- 3号館
- 4号館

## 対外関係

### 系列校
- 宝仙学園中学校・高等学校
- 宝仙学園小学校
- 宝仙学園幼稚園

## 社会との関わり
- 当短期大学の学生により作詞・作曲（補作詞は小林美実）された子どもの歌として『チビクロサンボ』がある。東京書籍出版の『音楽リズム‐幼児のうた楽譜集‐』に載っている。
- 2008年2月2日、東京国際フォーラムにて『平和と保育フォーラム』が実施された。

## 卒業後の進路について

### 編入学・進学実績
- 保育学科：亜細亜大学・大正大学・日本社会事業大学・白梅学園短期大学および宝仙学園短期大学専攻科ほか
- 造形芸術学科：宝仙学園短期大学専攻科ほか

専攻科
- 造形芸術専攻：東京芸術大学・千葉大学・多摩美術大学の各大学院へ進学した者もいる。